# Río Abaeté
El río Abaeté es un curso de agua en el estado Minas Gerais situado en el sudeste de Brasil. Nace en la Sierra de Canastra, aproximadamente 20 kilómetros al norte de São Gotardo y pasa a través de São Gonçalo Abaeté. El río corre en dirección norte y desemboca en el río San Francisco. El Pontal de la zona en la boca del río Abaeté es un importante sitio de desove de peces.

## Geografía
El Abaeté tiene una longitud de 270 km y su ancho varía entre 61 m y los 150 m, es un río de fondo rocoso, que contiene sedimentos de arcilla.

## Geología
Destaca por sus minas de diamantes. Los diamantes fueron descubiertos por primera vez en el río durante el período de 1780-85. Varios de los mayores diamantes encontrados en Brasil provienen de aquí, aunque las piedras de calidad media o baja son más comunes. Un diamante, conocido como el brillante Abaeté, fue descubierto en el río, en 1791, cuando un grupo de hombres estaban buscando oro.
Además de granates, oro, iridio, jaspes, osmio, y platino, la grava contiene otros 30 variedades de minerales. El platino libre de paladio encontrado en el río Abaeté es fuertemente magnético y rico en hierro.